# Колка (долина)
15°35′50″ пд. ш. 72°03′21″ зх. д. / 15.5972° пд. ш. 72.0559° зх. д.

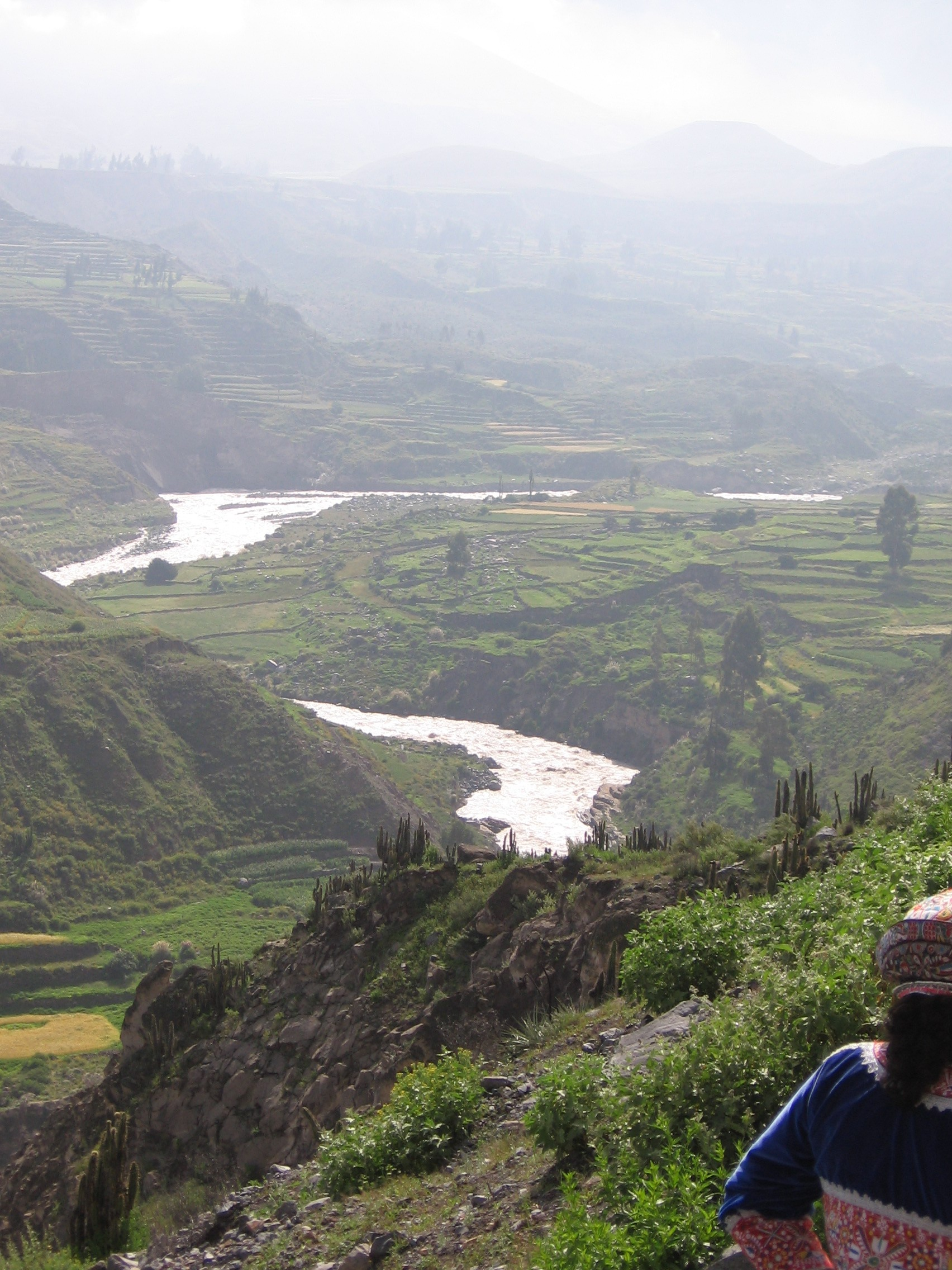
Річка Колка

Доли́на або каньйо́н Ко́лка (ісп. Valle del Colca) — долина річки Колка на півдні Перу. Долина розташована за 160 км на північний захід від міста Арекіпа. Долина більш ніж удвічі глибша за Великий каньйон в США, проте, стіни долини не такі вертикальні. На північний захід від цієї долини знаходиться глибший каньйон Котауасі. Ця долина — дуже живописна андійська долина з містами, заснованими за колоніальних часів, що колись була населена племенами Колагуас і Кабанас. Місцеві мешканці все ще дотримуються традиційного складу життя і продовжують вирощування сільськогосподарських культур на гірських терасах, створених ще до приходу інків.